# Carlos Cela
Carlos Santiago Cela Pereira (* 5. November 1936 in Vigo; † 29. Januar 2024 ebenda) war ein spanischer Fußballspieler. 

## Karriere

### Vereine
Cela Pereira begann in der Gemeinde Vigo für den in Bouzas ansässigen Verein Rápido de Bouzas mit dem Fußballspielen. Im weiteren Verlauf gehörte er im Alter von 18 Jahren Espanyol Barcelona an und kam in neun Punktspielen der Primera División, der höchsten Spielklasse im spanischen Fußball, zum Einsatz. Sein Debüt im Seniorenbereich krönte er am 26. Dezember 1954 (16. Spieltag) beim 1:0-Sieg im Heimspiel gegen Racing Santander mit dem Siegtreffer in der elften Minute. Bis zum 27. Februar 1955 (25. Spieltag) erzielte er in den folgenden acht Punktspielen vier weitere Tore.
In der Saison 1955/56 wurde er von Real Madrid verpflichtet, blieb jedoch ohne Einsatz, da er als Leihspieler an den Zweitligisten Betis Sevilla abgegeben wurde. Nach zwei Saisons in der Segunda División Sur, in denen er in 26 Punktspielen 16 Tore erzielt hatte, kehrte er nach Madrid zurück.
Für die Zweitligisten Terrassa FC und Real Jaén bestritt er in den Saisons 1959/60 und 1960/61 jeweils zwei Punktspiele.

### Nationalmannschaft
Cela Pereira nahm mit der A-Jugendmannschaft Spaniens im Jahr 1954 an der zweiten Austragung des FIFA-Turniers in Deutschland teil. Sein Debüt als Nationalspieler gab er am 11. April im ersten Gruppenspiel, das mit 2:0 gegen die Auswahl Jugoslawiens gewonnen wurde; er erzielte das Tor zum Endstand in der 50. Minute. Des Weiteren bestritt er die restlichen vier Turnierspiele vom 13. bis 19. April, in denen er fünf weitere Tore erzielte; dem 3:1-Sieg über die Jugendauswahl Irlands, folgten ein 6:0- und 1:0-Sieg über die Jugendauswahlen Portugals und Argentiniens. Ungeschlagen gelangte er mit seiner Jugendauswahl schließlich ins Finale. Im Kölner Finale, das gegen die DFB-Jugendauswahl „A“ nach Treffern von Cela und Emilio Álvarez Sánchez 2:2 unentschieden n. V. endete, wurde seine Mannschaft zum Turniersieger erklärt, da sie in der Vorschlussrunde mit 1:0 gegen die Auswahl Argentiniens nach dem Divisionsverfahren das „bessere“ Torverhältnis aufwies.

## Erfolge
- Sieger FIFA-Juniorenturnier 1954